# Пузицкий, Василий Андреевич
Василий Андреевич Пузицкий (1863—1926) — действительный статский советник, педагог, автор книг и статей по русской литературе и истории.
Родился в семье бельского ремесленника Смоленской губернии. Окончив Смоленскую гимназию (1885) и историко-филологический факультет Московского университета, преподавал в гимназиях Ломжи и Владимира, стал инспектором 2-й Московской мужской гимназии, откуда уволен за критику Николая II. Несколько лет, ещё будучи студентом, был домашним учителем детей сына поэта, И. Ф. Тютчева. Накануне революции был директором Егорьевской гимназии. 
Умер 1 августа 1926 года. Похоронен на Ваганьковском кладбище.
В. А. Пузицкий — автор книги «Отечественная исторія в разсказах для младших классов средних учебных заведеній», переизданной спустя почти сто лет: Родная история: Учеб. пособие для мл. и сред. классов — Саратов : Дет. книга, 1994. — 352 с. — 50000 экз. — ISBN 5-8270-0117-1.
Его авторству принадлежат также книги: 
- Жизнь и поэзия Жуковского. — Тип. А. В. Васильева, 1903;
- Национальное направление и религиозное настроение в поэзии Пушкина — М.: Тип. А. В. Васильева, 1903 — 23 с.;
- Заметки о преподавании в народной школе. — Т-во Печатня С. П. Яковлева, 1906 — 35 с.
- Слово о полку Игореве. — М.: Тип. П. П. Рябушинского, 1911 — 127 с.[4]

Жена Евгения — дочь священника Ильи Михайловича Флерина, служившего в московском храме Дмитрия Солунского. В семье родилось 4 детей, из них:
- сын Сергей — сотрудник НКВД, участвовавший в аресте английского разведчика Сиднея Рейли и в похищении генерала Александра Павловича Кутепова
- дочь Ольга — мать публициста В. В. Кожинова